# 萨伊莱拉努瓦
萨伊莱拉努瓦（法語：Sailly-lez-Lannoy，法語發音：[saji le lanwa]，意为“拉努瓦附近的萨伊”）是法国上法蘭西大區北部省的一个市镇，属于里尔区和里尔欧洲都会区。

## 地理
萨伊莱拉努瓦（50°38'49"N, 3°13'25"E）面积4.43 平方千米，位于法国上法蘭西大區北部省，该省份为法国最北部的省份及最长的省份，西北濒北海，西接加来海峡省，南至埃纳省和索姆省，东与比利时接壤。
与萨伊莱拉努瓦接壤的市镇（或旧市镇、城区）包括：图夫莱尔斯、威廉、阿斯克新城、埃姆、图尔奈。
萨伊莱拉努瓦的时区为UTC+01:00、UTC+02:00（夏令时）。

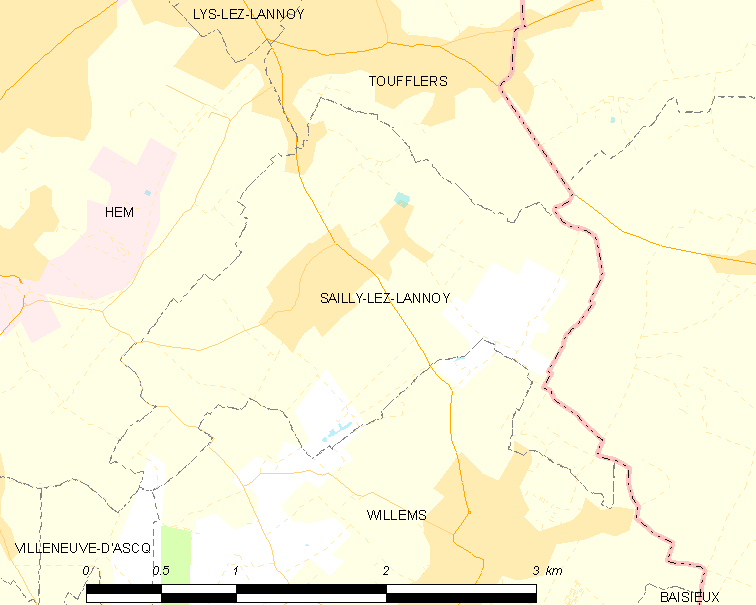
萨伊莱拉努瓦的OSM定位图

## 行政
萨伊莱拉努瓦的邮政编码为59390，INSEE市镇编码为59522。

## 政治
萨伊莱拉努瓦所属的省级选区为阿斯克新城县。

## 人口

1962-2008年间萨伊莱拉努瓦人口变化图示

萨伊莱拉努瓦于2022年1月1日时的人口数量为1936人。